# 戰豬
戰豬為古代戰爭中被用來作為反戰象武器的豬。西元前一世紀盧克萊修便討論早期人類使用如獅子或野豬類野生猛獸攻擊敵人的災難性結果。而根據卡利斯蒂尼於《亞歷山大傳奇》所述，亞歷山大大帝於對抗印度波羅斯王時發明了此項秘密武器
老普林尼記錄：「大象對最小聲的豬隻尖嘯都會感到恐懼。」。埃里亚努斯 亦記載大象會被尖嘯的豬隻（及山羊）驚嚇，是以西元前275年羅馬人利用尖嘯的豬隻（及山羊）擊退皮洛士的戰象。普羅科匹厄斯則於《戰爭》書中記載六世紀時埃德薩的守城者曾放出一頭尖嘯的豬以嚇走霍斯劳一世的戰象。
而關於稱為燃燒豬、火焰豬或直接稱火豬陣的戰法，波利艾努斯和埃里亚努斯皆有記載。兩位作者皆描述西元前266年安提柯二世於墨伽拉圍城戰時，墨伽拉人把可燃性瀝青或樹脂澆在豬隻上並點燃豬隻讓其向戰象群衝鋒，因燃燒尖嘯著的豬隻而陷入恐慌的戰象殺死了相當多的自軍士兵。

## 備註
1. ↑  盧克萊修，《物性論》
2. ↑  卡利斯蒂尼，《致亞里斯多德信函》12
3. ↑  Mayor 2005; Kistler 2007
4. ↑  老普林尼，《博物誌》8.9.27
5. ↑  埃里亚努斯，《論動物本質》 1.38
6. ↑  普羅科匹厄斯，《戰爭》8.14.30-43
7. ↑  波利艾努斯，《戰爭中的詭計》4.6.3
8. ↑  埃里亚努斯，《論動物本質》 16.36